# Motín de subsistencias

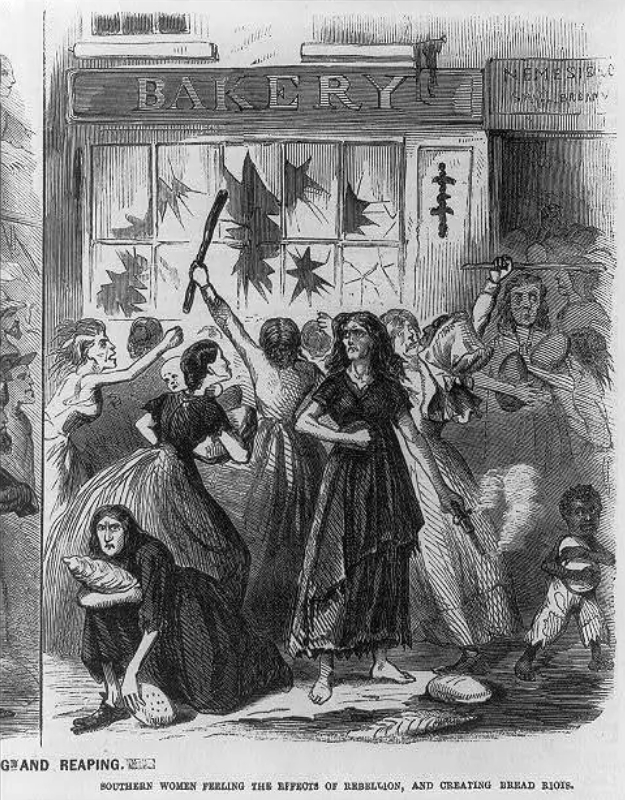
Motín contra la carestía del pan en Richmond, EUA, 1863. Grabado de la época.

El motín de subsistencias o motín del pan es una forma de protesta popular común en Europa desde el siglo XV al siglo XIX, en la que una multitud pretende asegurarse el abastecimiento suficiente de alimentos básicos (fundamentalmente pan) a un precio asequible. Se siguió produciendo en algunos países durante la primera mitad del siglo XX, y ha tendido a desaparecer, al menos en Europa, después de la Segunda Guerra Mundial. También se ha producido en las regiones colonizadas por los europeos y los ha habido, por ejemplo, en Marruecos en 1981, contra el aumento del precio del pan. Los motines de subsistencias son la respuesta popular a la crisis de subsistencias.

## Las causas: las crisis de subsistencias
Las crisis de subsistencias eran los periodos de escasez de alimentos producidos por las malas cosechas, que al no poder recurrir a eficaces sistemas y medios de transporte ni disponer de acceso a mercados integrados de dimensión, como mínimo, nacional, producían hambrunas. Estas hambrunas producían a su vez sus propias consecuencias: por un lado desnutrición, enfermedades, mortalidad catastrófica por encima de la ordinaria, ya muy elevada; y por otro lado descontento y estallidos sociales y conflictos que se extendían al ámbito político, militar e incluso ideológico.
Son propias de la época preindustrial —en la terminología marxista, modos de producción precapitalistas: esclavismo, feudalismo, modo de producción asiático— en la que predominaba la agricultura y la ganadería. Los ciclos económicos, en esas circunstancias, se reducían a los ciclos naturales (fundamentalmente ciclos climáticos) y a la mejor o peor adecuación de los sistemas productivos a ellos (mediante el aprovechamiento intensivo o extensivo de las tierras de cultivo, rudimentarias mejoras técnicas, etc.). La disminución de los rendimientos (ley de los rendimientos decrecientes) producida por el aumento de la presión de una población creciente sobre un medio ambiente limitado puede explicar la mayor parte de esas crisis de subsistencia, siguiendo el esquema que propuso Malthus (la llamada trampa malthusiana).

## Los rasgos específicos de los motines de subsistencias
Los motines de subsistencias toman formas variadas, según se produzcan en zonas productoras de alimentos, o en los mercados y ciudades donde se venden al público. En las zonas productoras suelen ser motines para impedir la exportación de los bienes de subsistencia fuera de la comarca, por miedo a que quede desabastecido el mercado local. Típicamente se juntan consumidores de la zona, usualmente con muchas mujeres y niños, y expulsan a los tratantes de grano que intentan comprarlo para llevárselo a otras regiones. En los mercados y ciudades, era habitual que si se temía el desabastecimiento, o los precios aumentaban a unos niveles tenidos por intolerables por los consumidores, la multitud se organizase para exigir que se obligase a los harineros a poner en venta lo que hubiese en sus almacenes. Otras veces se exigía el llamado justiprecio: la multitud asaltaba la tahona y vendía el pan al precio que considerase tradicional o razonable.
En el Antiguo Régimen y durante el siglo XIX era común que la multitud exigiese a las autoridades locales que participasen en el motín y lo sancionasen, que se pusiesen del lado del pueblo y reconociesen su derecho al abastecimiento. Hay que tener en cuenta que el abastecimiento de alimentos era una de las principales responsabilidades de los poderes públicos en esa época. Por otra parte, muchos de los grandes motines de subsistencias europeos de los siglos XVIII y XIX se produjeron como reacción a los efectos de las políticas de creación de mercados nacionales interiores, liberalizados, que acababan con las formas tradicionales de control de precios y abastecimientos.
Los amotinados por la carestía o falta de subsistencias del siglo XX, muchas veces vinculados a la acción de los movimientos sindicales contra la carestía, tendieron a dejar de lado la noción de justiprecio, o de buscar la mediación de las autoridades, y dedicarse al saqueo. Algunos historiadores consideran que eso marca un cambio en las relaciones entre las clases populares y las autoridades, de lo que E.P. Thompson denominó la economía moral de la multitud.

## Algunos episodios históricos en los que se dieron motines de subsistencias
El componente de la crisis de subsistencias y su derivación en protestas sociales (urbanas o rurales, con componentes ideológicos, políticos, antifiscales, particularistas, etc. —"según los diferentes tipos de estructuras sociales, y las causas de tal coyuntura ... no se producen aisladamente y no pueden comprenderse sin ... la colaboración de otros grupos sociales [además de los campesinos]"—) está muy presente en las revueltas de los años centrales del siglo XVII (como la La Fronda y otras en la crisis del siglo XVII, que se detecta desde Francia hasta Rusia y China).

### SigloXVII
- Imperio Ruso: Levantamiento de Moscú de 1648, también conocido como distubios de la sal, comenzó debido a la sustitución por parte del gobierno de diferentes impuestos con un impuesto universal sobre la sal con el fin de reponer el tesoro imperial después del Periodo Tumultuoso. Esto elevó el precio de la sal, lo que provocó disturbios violentos en las calles de Moscú.
- Imperio Ruso: Motín de Novgorod de 1650,[2] causado por la compra masiva de granos por parte del gobierno ruso (intercambiado a Suecia ) y los aumentos resultantes en el precio del pan.
- España: Motín del hambre de Córdoba (1652).
- México: Motín de 1692 en la Ciudad de México.
- España: Motín de los Gatos o de Oropesa (Madrid, 1699).

### SigloXVIII

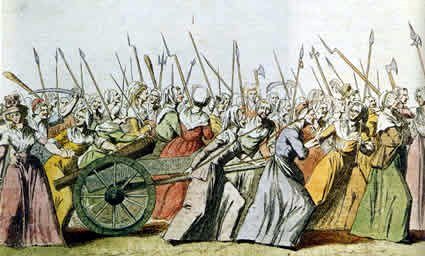
Mujeres marchando hacia Versalles (1789).

- Estados Unidos: Motines del pan de Boston[3] (1700, 1703, 1713).
- Francia: Motines de subsistencias de 1725 (Caen, Normandía y París).[4]
- España: Motín de Esquilache (1766).
- Francia: Guerra de las harinas (1775), fue un levantamiento causado por el precio excesivo del pan en Francia antes de la Revolución Francesa. Al comienzo de la temporada para la cosecha de trigo y la producción de harina, el gobierno promulgó menos controles de precios, dejando los precios al mercado libre. Esto hizo subir el precio de la harina y las clases trabajadoras no pudieron comprar pan.
- Francia: Disturbios de Réveillon (26-29 de abril de 1789),[5] centrados en el distrito de St. Antoine de París, donde Jean-Baptiste Réveillon, dueño de una fábrica que producía papel tapiz de lujo, empleaba alrededor de 300 personas. Los disturbios fueron uno de los primeros casos de violencia durante la Revolución Francesa.
- Francia: Marcha de las mujeres sobre Versalles (1789). La marcha comenzó entre las mujeres en los mercados de París que, en la mañana del 5 de octubre de 1789, estaban cerca al levantamiento popular por el alto precio y la escasez de pan. Sus demostraciones se entrelazaron rápidamente con las actividades de los revolucionarios que buscaban reformas políticas liberales y una monarquía constitucional para Francia.
- España: Rebomboris del pa (Barcelona, 1789)
- Francia: Motín del pan de 1793 (véase Revolución francesa).

### SigloXIX
- España: Motines del hambre de 1804 (España, crisis agraria de 1803-1804)[6]

Ya en la sociedad industrial siguen existiendo componentes preindustriales en los movimientos sociales que impiden analizarlos de un modo simplificado, como mera traslación mecánica y determinista de las relaciones de producción y de la lucha de clases entre capitalistas y obreros.
- Gales: Sublevación de Merthyr (1831),[8] fue el violento clímax de muchos años de inquietud latente entre la población de clase trabajadora de Merthyr Tydfil en el sur de Gales y sus alrededores.
- Imperio Ruso: Disturbios de la patata (1834 y 1840-1844).[9]
- Estados Unidos: Motines de la harina de 1837[10] (Nueva York).
- España: Motines de subsistencias de 1847.[11]
- España: Motines de subsistencias de 1856.[12]
- Estados Unidos: Motines del pan de los Estados del Sur[13] (marzo y abril de 1863, durante la Guerra de Secesión). Fueron perpetrados principalmente por mujeres, quienes invadieron violentamente y saquearon varias tiendas y negocios.

### SigloXX
- Chile: Huelga de la carne (octubre de 1905), fue un violento disturbio que se originó de una manifestación contra los aranceles aplicados a las importaciones de ganado de Argentina.[14]
- Crisis de 1917 (en realidad es un episodio mucho más complejo derivado de la Primera Guerra Mundial y no puede reducirse a una crisis de subsistencias; lo mismo puede decirse de la simultánea revolución rusa-; más ajustado al modelo fue el motín de la patata de 1917[15] en Ámsterdam o el motín de la patata de mayo de 1917 en Portugal[16]).
- Japón: Disturbios por el arroz de 1918, fueron una serie de disturbios populares que estallaron en todo Japón entre julio y septiembre de 1918, lo que provocó el colapso de la administración de Terauchi Masatake. Un aumento vertiginoso en el precio del arroz causó dificultades económicas extremas, y las protestas rurales se extendieron a los pueblos y ciudades.
- India: Nupi Lan (Manipur, 1939).[17] Nupi Lan (guerra de mujeres en manipuri) es uno de los movimientos importantes en la historia de las mujeres de la India. Comenzó en 1939 como una agitación de mujeres contra las políticas económicas y administrativas opresivas gobernadas por el Maharaja de Manipur y el agente político del gobierno británico, y más tarde, se convirtió en un movimiento para la reforma constitucional y administrativa en Manipur.
- Unión Soviética: Masacre de Novocherkask (1 y 2 de junio de 1962),[18] fue un evento relacionado con la huelga laboral de una planta de construcción de locomotoras en Novocherkassk. Los eventos finalmente culminaron en disturbios cuando se informó que 26 manifestantes fueron asesinados por las tropas del ejército soviético y 87 resultaron heridos. Los disturbios fueron el resultado directo de la escasez de alimentos y provisiones, así como de las malas condiciones de trabajo en la fábrica.
- Polonia: diciembre de 1970, provocado por un aumento repentino de los precios controlados de los alimentos.
- Egipto: motines del pan de 1977.[19] Afectaron a la mayoría de las principales ciudades de Egipto del 18 al 19 de enero de 1977. Los disturbios fueron un levantamiento espontáneo de cientos de miles de personas de clase baja que protestaban por la suspensión de subsidios estatales por parte del Banco Mundial y el Fondo Monetario Internacional para alimentos básicos. Hasta 79 personas murieron y más de 550 resultaron heridas en las protestas, que solo finalizaron con el despliegue del ejército y la reinstauración de los subsidios.
- Marruecos: Motines del pan de 1981 (particularmente en Casablanca -motines de Casablanca de 1981-).[20]
- Motines de subsistencias en Oriente Medio.[21]
- Argentina: Disturbios de Argentina de 1989, fueron una serie de disturbios y episodios relacionados de saqueo en tiendas y supermercados en Argentina, durante la última parte de la presidencia de Raúl Alfonsín, entre mayo y junio de 1989.

### SigloXXI
- India: Motines de subsistencias de 2007 en Bengala Occidental,[22] ocurrieron debido a la escasez de alimentos y la corrupción generalizada en el sistema de distribución pública. Los disturbios primero ocurrieron en los distritos de Burdwan, Bankura y Birbhum, pero luego se extendieron a otros distritos.
- Venezuela: Escasez alimentaria de Venezuela. La caída en los precios del petróleo ha afectado duramente a la economía venezolana. Con la inflación establecida en 2616 % en 2017,[23] el declive de la base industrial de Venezuela ha llevado a una situación de crisis de subsistencias.[24]